# سویت اسپرینگز (میزوری)
سویت اسپرینگز (به انگلیسی: Sweet Springs) یک شهر در ایالات متحده آمریکا است که در شهرستان سالین، میزوری واقع شده‌است. سویت اسپرینگز ۴٫۳۵ کیلومتر مربع مساحت و ۱٬۴۸۴ نفر جمعیت دارد و ۲۱۷ متر بالاتر از سطح دریا واقع شده‌است.